# 肉身殿
肉身殿（にくしんでん）は、中華人民共和国安徽省池州市青陽県九華山にある仏教寺院のこと。

## 歴史
8世紀、金喬覚は九華山に来て隠遁した。金喬覚が寂滅し、なくなった後でも、肉体は腐らなかった。そのため、仏教徒により金喬覚に仏塔が建てられ、金喬覚の肉身仏（即身仏）が安置されることになった。
明の万暦年間、万暦帝から「護国肉身宝塔」の額を賜る。
清の康熙年間、喩成龍により寺院が重修された。咸豊年間、太平天国の乱により寺院の一部の建築物が破壊された。同治年間には土石流により倒壊。その後、光緒12年（1886年）ころに、再建されている。
1917年、中華民国大総統であった黎元洪から「地蔵大愿」の額を賜った。
1955年、地元政府により寺院が修復される。1983年、中華人民共和国国務院により漢族地区仏教全国重点寺院に認定される。2015年10月26日に、中華圏で有名な高僧である釈星雲が寺院に来て参拝している。また2016年6月16日には、ジェット・リー（李連杰）が寺院に来て参拝している。

## 伽藍
山門、天王殿、大雄宝殿、肉身殿